# 黃世聰
黃世聰（1973年6月20日—），臺灣嘉義市人，國立臺灣大學經濟學學士、國立東華大學大陸研究所法學碩士，臺灣電視節目特約來賓、時事評論員，以財經專長見稱。

## 學歷
黃世聰於國立臺灣大學取得經濟學學士，畢業後攻讀國立東華大學人文社會科學院大陸研究所，以《大陸商品期貨市場的現況與未來分析》研究取得法學碩士學位，其指導教授為富邦金控現任首席經濟學家羅瑋。

## 經歷
曾在謝金河所創辦《先探投資周刊》、《股市總覽》、 《財訊快報》等媒體工作過。
也曾擔任「SunnyRed上宇泓全球管理顧問股份有限公司」的投資總監。

## 出版作品

### 有聲書
- 《黃世聰選股教戰(附DVD*2)》[4]

### 著作
- 出版日期：2013年6月27日，《黃世聰選股教戰(附DVD*2)》[13]，作者：黃世聰，出版社：Smart智富月刊

## 現職
- 台灣財經評論員
- TVBS 《國民大會》固定來賓、晚上10:00《地球黃金線》固定來賓[6]、《創富新聞》
- 東森新聞台 晚上9:55《關鍵時刻》固定來賓[7]
- 東森財經新聞台 中午12:00《股動錢潮》主播
- 三立新聞台《新台灣加油》、《54新觀點》
- 非凡新聞台《NEWS金探號》
- 東森財經新聞台《57新聞王》、《夢想街57號》

## 爭議
在2019年8月7日東森新聞台播出的《關鍵時刻》節目中，與主持人劉寶傑談論中國大陸經濟時，黃世聰將“涪陵榨菜”中本应该读作fú/ㄈㄨˊ（音“伏”）的“涪”誤讀為“péi/ㄆㄟˊ（音“陪”）陵榨菜”，還聲稱其「股價大跌、業績大壞」，代表中國大陸中下階層「連榨菜都吃不起」，被中國大陸網民視作茶葉蛋事件的翻版，認為表現出其對中國大陸經濟與人民收入水準十分無知。。
2020年中国南方水灾期间，東森新聞台於6月22日播製的《關鍵時刻》節目中，黄世聪描述了长江三峡大坝变形、即将溃坝等觀點言論，表示有溃坝风险。
2024年5月15日，中共中央台灣工作辦公室（中共中央、國務院台辦）宣佈將對黃世聰、北辰、劉寶傑、李正皓、王義川等五位台湾“名嘴”及其家屬實施懲戒，原因為長期編造及散播對中國大陸不實的言論。

## 外部連結
- 黃世聰的Facebook專頁
- 黃世聰的Facebook專頁
- 黃世聰的新浪微博